# HeroClix
HeroClix es un juego de miniaturas coleccionables creado por WizKids en el que los personajes del mundo del cómic, el cine y los videojuegos se enfrentan en épicas batallas por equipos. 
Actualmente existen miles de figuras de HeroClix de personajes de los cómics de DC Comics y Marvel Comics como Superman, Batman, Mujer Maravilla, Flash, Liga de la Justicia, Shazam, Jóvenes Titanes, Spider-Man, Hulk, X-Men, Iron Man, Capitán América, Thor, Los Vengadores, Los 4 Fantásticos y muchos otros, así como de videojuegos como Gears of War, Street Fighter y Assassin's Creed, películas como El Señor de los Anillos, El hobbit, Pacific Rim y Star Trek, e incluso de conmemoraciones especiales, como es el caso de una expansión de Iron Maiden.
HeroClix utiliza el exclusivo sistema de Diales de Combate “Clix”: cada personaje posee una base con un dial giratorio en el que se muestran sus puntuaciones, poderes y habilidades. Combinando la información que aparece en la base, el dial, la tarjeta de personaje y un par de dados de 6 caras, tenemos todo lo necesario para utilizar un personaje en una partida.
A finales de 2020 WizKids rompió relaciones con distintos diseñadores y creadores de contenido temático para sus juegos, por lo que aunque el 1.º de octubre de 2020 se dará a conocer la lista oficial de juegos que WizKids coloca en suspensión permanente, HeroClix ya figura como una de las mayores pérdidas derivadas de este conflicto, dejando a una base de fanáticos muy amplia a nivel mundial. Pesé a la información WizKids conserva la patente de "Clix combat dial", por lo que no se descarta que en un futuro después de resolver las repercusiones legales WizKids nos traiga un juego con una mecánica similar a HeroClix, tomando en cuenta que los reglamentos, tablas de poderes, y patente en diseño de mapas pertenecen en mayoría de porcentaje a los diseñadores, por lo que pese a tener una mecánica similar, nos encontraríamos con un juego totalmente nuevo.
Se distinguen de otros juegos de miniaturas en que utilizan el sistema “Clix” (patente pendiente). Con este sistema se pueden cambiar las estadísticas y habilidades de combate de cada figura, las cuales son indicadas en un disco giratorio colocado en la base de la figura.
En múltiples ocasiones se realizan torneos tanto en EEUU como en otros países, para los cuales incluso se sacan a la venta figuras especiales.